# Parafia Miłosierdzia Bożego w Józefowie
Parafia Miłosierdzia Bożego w Józefowie – parafia rzymskokatolicka należąca do dekanatu radzymińskiego, diecezji warszawsko-praskiej, metropolii warszawskiej Kościoła katolickiego, w Józefowie, w gminie Dąbrówka, w powiecie wołomińskim. 
Parafia została erygowana w 1988 roku przez metropolitę warszawskiego, kardynała Józefa Glempa. Proboszczem od 2017 jest ks. Edward Kopytko.

## Obszar parafii
Teren parafii wydzielono w ówczesnej archidiecezji warszawskiej z macierzystej parafii Podwyższenia Krzyża Świętego w Dąbrówce i Przemienienia Pańskiego w Radzyminie. 

### Miejscowości i ulice
W granicach parafii znajdują się miejscowości: Czarnów, Cisie, Ślężany, Kowalicha, Ludwinów, Ostrówek, Stasiopole, Kołaków i Józefów. 